# 부산광역시푸른도시가꾸기사업소
부산광역시푸른도시가꾸기사업소(釜山廣域市푸른都市가꾸기事業所)는 도시녹화, 조림, 사방사업, 묘목의 생산공급, 수목의 공해 및 병충해예방에 관한 사무를 분장하는 부산광역시청의 사업소이다. 소장은 지방기술서기관으로 보한다.

## 설치 근거 및 소관 사무

### 설치 근거
- 「부산광역시 행정기구 설치 조례」 제44조제1항[2]

### 소관 사무
- 양묘장 설치 운영, 도시녹화사업, 임도개설·사방사업 및 기술지도에 관한 사항
- 묘목의 생산공급과 수목의 연구 및 수종개발에 관한 사항
- 수목의 병충해예방 및 도시공해 오염에 관한 조사·연구

## 연혁
- 1992년 6월 18일: 부산직할시녹지사업소 설치.[3]
- 1997년 7월 18일: 부산광역시녹지사업소로 개편.[4]
- 2008년 7월 7일: 부산광역시푸른도시가꾸기사업소로 개편.[5]

## 조직

### 소장
- 관리팀[6]
- 녹지사업팀[7]